# Theridion grallator
Theridion grallator là một loài nhện trong họTheridiidae.